# مگس‌گیر آبی جاوه‌ای
مگس‌گیر آبی جاوه‌ای (نام علمی: Cyornis banyumas)، گونه‌ای از پرندگان خانواده مگس‌گیران و بومی جزایر اندونزی در جاوه و پانایتان است. مگس گیر آبی دایاک (Cyornis montanus) در بورنئو است، که قبلاً همنوع در نظر گرفته می‌شد، در سال ۲۰۲۱ توسط اتحادیه بین‌المللی پرنده‌شناسان به عنوان یک گونه جداگانه در نظر گرفته شد.